# Харгрейв, Лоуренс
Ло́уренс Ха́ргрейв (англ. Lawrence Hargrave; 29 января 1850[…], Гринвич, Кент — 14 июля 1915, Дарлингхёрст) — австралийский инженер, путешественник-исследователь, астроном, изобретатель, авиаконструктор и пионер воздухоплавания.

## Биография
Лоуренс Харгрейв родился 29 января 1850 года в английском городке Гринвич (ныне — исторический район Лондона). Отец — Джон Харгрейв (1815—1885), был довольно известным судьёй, Королевским адвокатом. Мать звали Энн Харгрейв. Будущий инженер учился в школе Королевы Елизаветы. В семилетнем возрасте с семьёй иммигрировал в Австралию, прибыв в Сидней в феврале 1857 года. Уже с 1859 года его отец начал занимать солидные должности в законодательных и юридических учреждениях Нового Южного Уэльса, а мать вернулась в Англию, так как у них были очень натянутые отношения.
Повзрослев, Лоуренс Харгрейв в качестве пассажира-исследователя купил себе место на небольшом корабле, который совершал путешествие вокруг континента. Затем он был принят на работу в Австралазийскую пароходную навигационную компанию, так как показал замечательные математические способности. В 1872 году он в качестве инженера предпринял путешествие на остров Новая Гвинея, но его корабль потерпел крушение. Три года спустя он вновь отправился в путешествие: на этот раз в залив Папуа в составе экспедиции под руководством Джона Уильяма Маклея. На протяжении трёх месяцев Харгрейв исследовал внутренние области, окружающие совсем недавно основанный городок Порт-Морсби — будущую столицу Папуа — Новой Гвинеи. Едва вернувшись домой, в апреле 1876 года он вновь отправился в путешествие: вверх по реке Флай от устья почти до истока, куда только смог пройти пароход «Элленгоуэн»; руководил экспедицией Луиджи Мария Д’Альбертис. В 1877 году Харгрейв изучал жемчужный промысел — новое явления для Австралии. В том же году вступил в Королевское общество Нового Южного Уэльса. В 1878—1883 годах работал ассистентом астронома в Сиднейской обсерватории. Остаток жизни посвятил исследовательской и изобретательской работе. Много работал инженер над созданием глиссеров, над применением гироскопов в «одноколёсных автомобилях» и «судах, приводимыми в движение волнами». Харгрейв был масоном. Жил в городке Пойнт-Пайпер (ныне — пригород Сиднея).

### Воздухоплавание

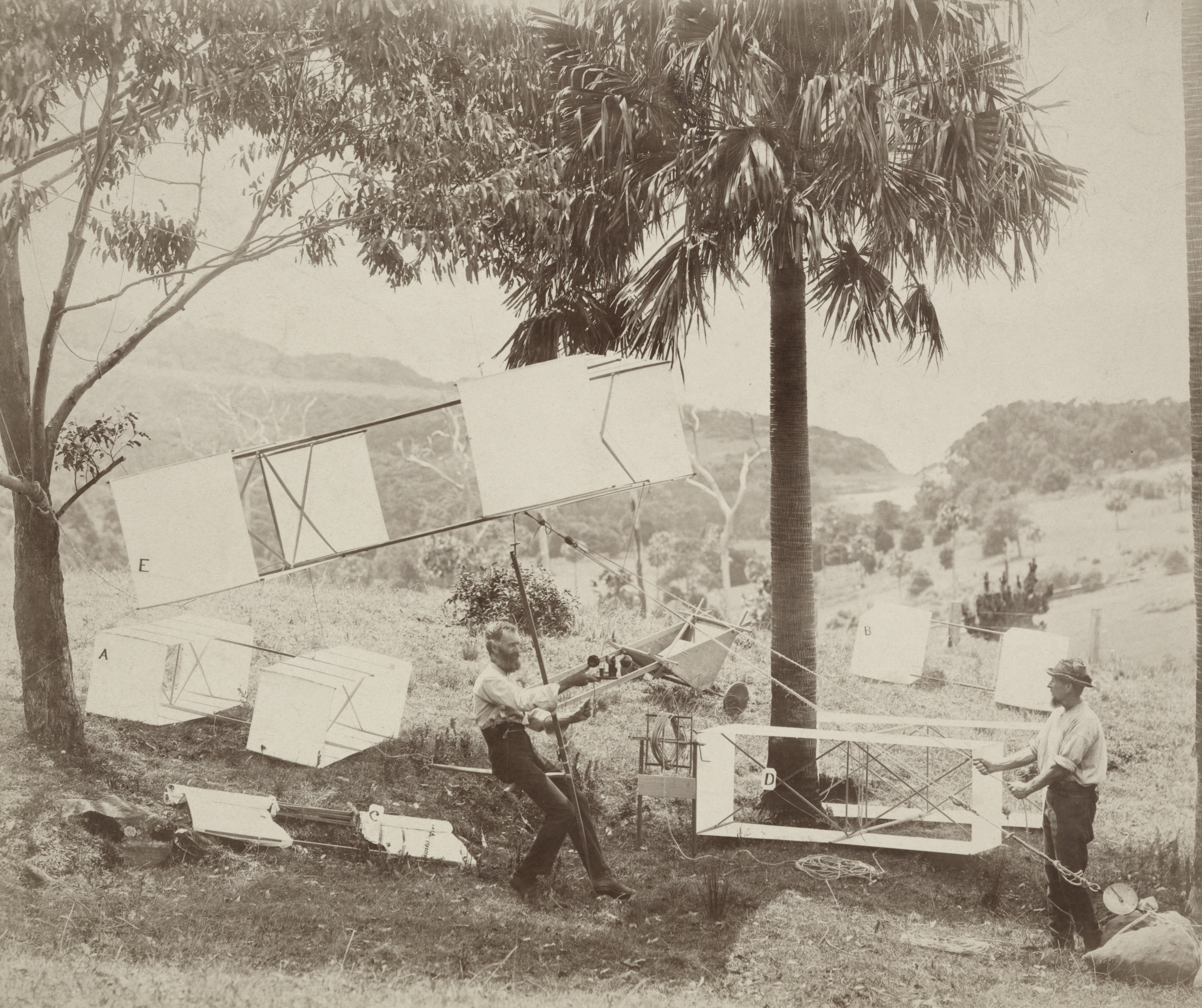
Харгрейв (слева, сидит) со своим ассистентом Джеймсом Суэйном близ деревни Стэнуэлл-Парк, 12 ноября 1894.

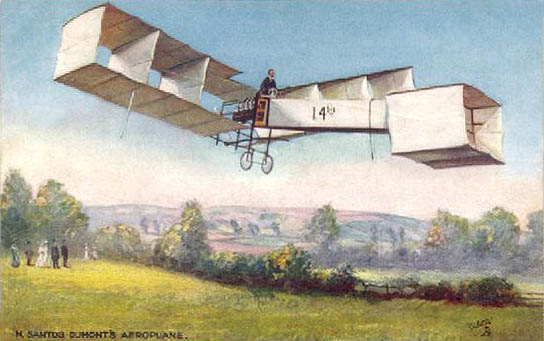
Альберто Сантос-Дюмон в Santos-Dumont 14-bis. Построен на основе конструкции коробчатых воздушных змеев Харгрейва. Париж, 23 октября 1906.

Харгрейв с детства проявлял интерес к аэронавтике. Когда его отец в 1885 году умер, и молодой человек получил наследство, он занялся исследованиями на эту тему всерьёз. В качестве испытательной площадки он выбрал прибрежную деревню Стэнуэлл-Парк, так как здесь ему приглянулись погодные условия, в частности, сила и направление ветра. И в наши дни здесь регулярно собираются дельтапланеристы и парапланеристы.
За свою жизнь Харгрейв изобрёл множество устройств, но ни на одно из них не оформил патент, хоть и нуждался в деньгах. Он считал, что «патентные пошлины — это много потраченных впустую денег… Первая трудность состоит в том, чтобы получить вещь, которая вообще будет летать. Когда это будет сделано, полное описание должно быть опубликовано в помощь другим». Среди многих изобретений Харгрейва можно выделить три:
- изучение изогнутых аэродинамических профилей, в частности, конструкций с более толстой передней кромкой;
- коробчатый воздушный змей[англ.] (1893), который значительно улучшил соотношение подъёмной силы и сопротивления ранних планеров;
- работа над ротативным двигателем, который приводил в действие многие ранние летательные аппараты[англ.] примерно до 1920 года.

12 ноября 1894 года Харгрейва ждал первый заметный успех. С помощью конструкции из четырёх воздушных змеев (см. илл.) он оторвался от земли и поднялся на высоту 4,9 метров (16 футов) при скорости ветра 9,4 м/сек (21 миля в час). С собой он взял анемометр и инклинометр, проведя первые, пусть и элементарные, исследования в воздухе; общий вес поднятого составил 109 килограммов. Об этом достижении австралийца стало известно по всему миру, и вскоре американский метеоролог Эбботт Лоуренс Ротч, пользуясь документацией Харгрейва, построил такого же змея, метеорологическая служба США стала широко использовать такие конструкции. Также этот принцип начали применять к планерам: 23 октября 1906 года Альберто Сантос-Дюмон совершил первый в Европе публичный полёт на аэроплане Santos-Dumont 14-bis. Он стал первым взлетавшим, летевшим и приземлившимся аппаратом тяжелее воздуха, для запуска которого не использовались катапульты, сильный ветер, рельсы, либо иные внешние приспособления и погодные факторы. До 1909 года аэропланы подобного типа были очень распространены в Европе.
В 1889 году Харгрейв изобрёл ротативный двигатель. Однако, из-за его массы и качества комплектующих он так и не смог добиться от него достаточной мощности, чтобы он смог поднять летательный аппарат в воздух. Изобретение было быстро забыто и в 1908 году «заново открыто» братьями Сегуин.
Прочитав технические описания конструкций Харгрейва, воздушными змеями занялся Александр Грэм Белл.
Многие свои конструкции Харгрейв передал в дар Немецкому музею в Мюнхене.

### Последние месяцы
О личной жизни Харгрейва известно мало. У него был один сын, Джеффри Льюис Харгрейв, который погиб молодым в звании рядового 4 мая 1915 года в ходе Дарданелльской операции. Примерно в это же время инженеру была сделана операция по поводу аппендицита, но сделана она была некачественно, поэтому Лоуренс Харгрейв скончался от перитонита 6 июля (некоторые источники неверно указывают дату 14 июля) того же года в сиднейском районе Вуллахра. Похоронен на кладбище «Уэверли».

## Почести и признание
- Член Королевского авиационного общества.
- Член Королевского общества Нового Южного Уэльса[англ.]
- Портрет на банкноте 20[англ.] австралийских долларов (1966—1994).
- Мемориальная каменная пирамида с памятной табличкой на холме Болд[англ.].
- Дорога Лоуренса Харгрейва[англ.] длиной 18,7 км.
- Профессор воздухоплавательной инженерии при Сиднейском университете.
- Библиотека Университета Монаша носит название «Библиотека Харгрейва—Эндрю»[12].
- Пятый Airbus A380 компании Qantas носит имя Лоуренса Харгрейва.
- В 1988 году у подножия горы Киэра[англ.] была открыта скульптура «Крылатая фигура» авторства Берта Флагелмана[англ.][13].
- На доме в Пойнт-Пайпер[англ.], где жил Харгрейв, установлена памятная табличка[14].

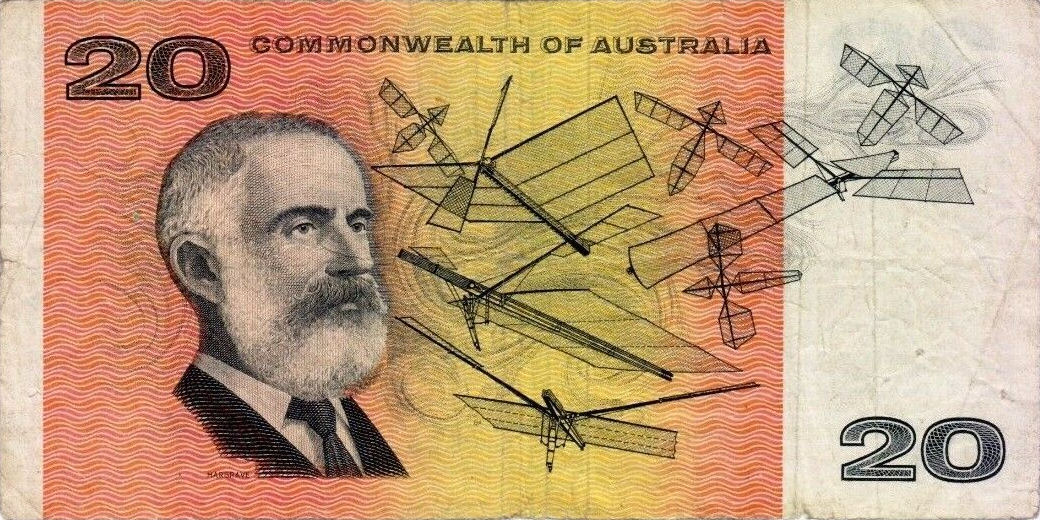
Портрет Харгрейва на банкноте 20[англ.] австралийских долларов (1966—1994).
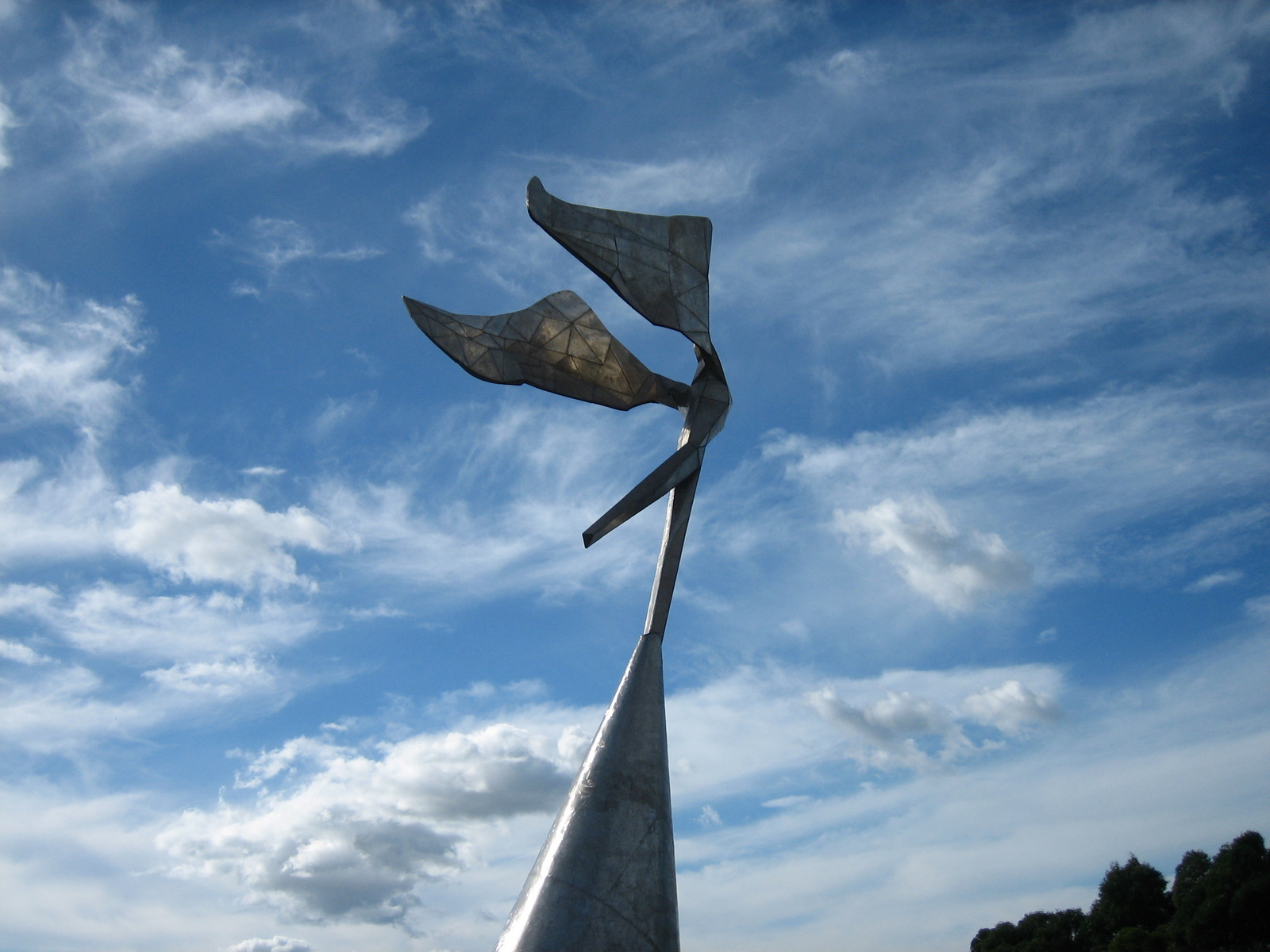
«Крылатая фигура» (Берт Флагелман[англ.], 1988) у подножия горы Киэра[англ.].